# Arisaka Type 38
Арисака Тип 38 (三八式歩兵銃, Arisaka Type 38, зразка 1905) — японська піхотна гвинтівка калібру 6,5 мм. Зброя двох світових війн та багатьох локальних конфліктів. 

## Історія створення
У 1894 Японська армія почала роботи щодо заміни застарілих гвинтівок системи Мурата. На чолі комісії, відповідальної за розробку нової гвинтівки, був полковник Арисака Наріоке (有坂成章, 5 квітня 1852—12 січня 1915). У 1897 нова гвинтівка Тип 30 та 6,5 мм патрон під неї (6,5х50,5) були прийняті на озброєння Імператорською армією Японії. З досвіду Російсько-Японської війни 1905 японці ухвалили рішення вдосконалити гвинтівку при збереженні патрона. З 1906 на озброєння почала надходити піхотна гвинтівка Арисака Тип 38, а потім і карабіни на її базі.

### Виробництво
Вироблялася у Японії. Всього було виготовлено 3,4 млн гвинтівок і карабінів Тип 38. Загальна кількість виготовлених Японією гвинтівок та карабінів Арисака всіх модифікацій оцінюється у кількості близько 10 млн шт.

## Технічні характеристики та особливості конструкції

### Характеристикигвинтівки
- Калібр, мм.: 6,5 під патрон 6,5×50,5 мм Арисака
- Швидкість стрільби, пострілів за хвилину: 20
- Вага без багнета, кг: 3,90[2]
- Вага з багнетом, кг: 4,20
- Довжина без багнета, мм: 1270
- Довжина з багнетом, мм: 1670
- Довжина ствола — 800 мм
- Початкова швидкість кулі, м/с: 770
- Прицільна дальність пострілу, м: 2400
- Магазин на 5 патронів

### Опис частин гвинтівки
Ствол — має шість нарізів, зліва направо. Товщина стінок задньої частини ствола, що примикає до патронника збільшена. Відмінна особливість гвинтівок Тип 38 — дуже довгий ствол, що в поєднанні з патроном невеликої потужності призводило до того, що при пострілі дулового спалаху практично не було.

Приціл рамковий, відкритий, складається з прицільної колодки із пружиною, прицільної рамки з двома прорізами та прицільного хомутика. Прицільна рамка має два проріза: один для прицілювання з опущеною рамкою на відстань 300 м, другий для прицілювання з піднятою рамкою на 400 м. На рамці нанесені рисочки 5, 6, 7 до 24 (500—2400 м) для встановлення хомутика.

Ствольна коробка, що накручена на задній кінець ствола, має два отвори для виходу порохових газів. До ствольної коробки кріпиться магазинна коробка з подаючим механізмом. Екстрактор розташовано зверху.

Затвор — поздовжньо-ковзний поворотний затвор, має запобіжний механізм від можливого пострілу при досиланні патрона.

Спусковий механізм із попередженням та запобіжником від випадкових пострілів і самовідкривання затвора.

Ложа та ствольна накладка з горіхового дерева.

Магазин пластинчата обойма, на п'ять набоїв, для зручності заряджання вставляється в поперечні пази ствольної коробки.

Багнет кинджального типу, носиться на поясному ремені в металевих ножнах. Пристрілюється гвинтівка без багнета

### Патрон 6,5×50,5 мм Тип 30

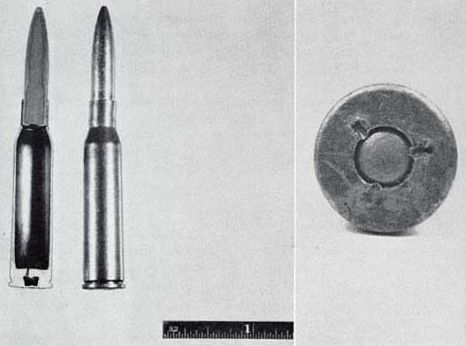
Патрон 6,5×50,5 мм Тип 30

6,5×50,5 мм патрон Арисака прийнято на озброєння Імперською армією Японії у 1897 разом з магазинною гвинтівкою Арисака, Тип 30. Нова гвинтівка і патрон замінили морально застарілий патрон 8×52 мм Мюрата, що використовувався в гвинтівці Мюрата (Тип 22). 
Тактико-технічні характеристики 6,5x50,5 мм Арисака

Патрон споряджався зарядом бездимного нітроцелюлозного пластинчастого пороху масою 2,04 г. Заряд містився в пляшковій латунній гільзі довжиною 50,7 мм, з так званим, напіввиступаючим фланцем.
- Калібр, мм: 6,5
- Вага патрона, г: 21,0
- Вага кулі, г: 9,0
- Вага заряду пороху, г: 2,04
- Початкова швидкість кулі, м/с: 820
- Дульна енергія, Дж: 3026[3]

У 1905 для гвинтівки Арисака Тип 38 був запропонований патрон з тим самим індексом, причому старіші гвинтівки зразка 1897 залишалися на озброєнні. Карабін зразка 1911 також використовував цей патрон.
Крім Японії, патрон, який отримав європейське метричне позначення 6,5х51SR, у великих кількостях виробляла Велика Британія у 1914—1918 на заводах Kynoch Ltd. та Royal Laboratory (зараз Королівський Арсенал) у Вулиджі.
Найбільшим споживачем патронів англійського виробництва була Росія, яка використовувала велику кількість гвинтівок Арисака на фронтах Першої світової війни, головним чином на північному напрямку.

### Принцип дії
Гвинтівки системи Арисака Тип 38 і Тип 99 мають поздовжньо ковзний поворотний затвор маузерівского типу з двома передніми бойовими упорами і необертовим масивним екстрактором. Вбудований коробчастий магазин, також маузерівского типу, вміщає 5 патронів, розташованих у шаховому порядку. Споряджався з пластинчастих обойм або окремими патронами. Відмінною особливістю гвинтівок Арисака була рухома кришка затвора, гнута із листової сталі, яка рухалася вперед-назад разом з затвором. Призначенням цієї кришки був захист затвора від бруду та вологи у важкому кліматі Південної та Південно-Східної Азії, однак вона також створювала зайві звуки при перезарядженні, і солдати її часто знімали. Запобіжник у вигляді круглої поворотної рифленої кришки, розташованої на задньому торці затвора, має канавку-індикатор для визначення його стану візуально та на дотик. 

## Попередня модель та подальші модифікації

### Гвинтівка зразка 1897 (Тип 30)
Калібр 6,5 мм, довжина без багнета 1270 мм, вага без багнета 3,9 кг, довжина ствола 789 мм, нарізів 6, хід правий, крок 200 мм. Приціл рамковий з трьома прорізами та поділами на дистанцію до 2000 м. Мушка трикутна. Приціл та мушка мають основи у вигляді трубочок, насаджених на ствол і закріплених припоєм і гвинтом. Довжина прицільної лінії 685 мм. Затвор ковзний, поворотний. Запобіжник улаштований у вигляді трубки з гачком та гребенем. Магазин серединний із шаховим розташуванням патронів. Пружина подавача із сталевого дроту. Ложа з японського бука, приклад змішаний. Перший раз система Арисака була випробувана під час експедиції в Китай 1900-1901 рр. Потім широкому випробуванню піддавалася під час Російсько-японської війни 1904-1905 рр. та подальших збройних конфліктів. Під час Другої світової війни перебувала на озброєнні в навчальних та допоміжних частинах.

### Type 38 (карабін)

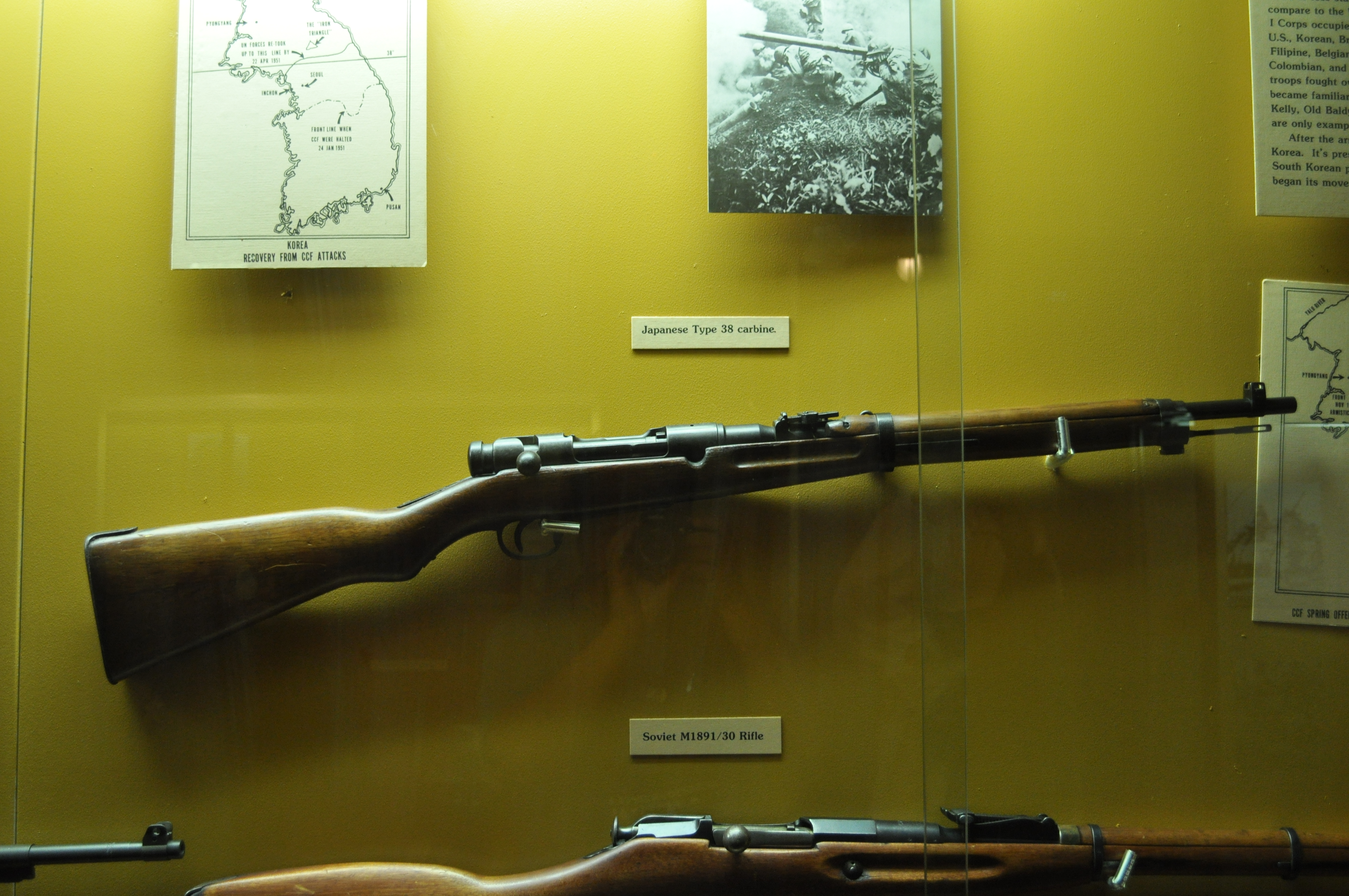
Type 38 (карабін), музейний експонат

Введений в експлуатацію в 1905. Перебував на озброєнні кавалеристів, саперів та артилеристів.
- Калібр, мм.: 6,5 під патрон 6,5×50,5 мм Арисака
- Швидкість стрільби, пострілів за хвилину: 20
- Вага без багнета, кг: 3,34
- Вага з багнетом, кг: 3,73
- Довжина без багнета, мм: 966
- Довжина з багнетом, мм: 1315
- Довжина ствола, мм: 487
- Початкова швидкість кулі, м/с: 680
- Прицільна дальність пострілу, м: 2000
- Магазин на 5 патронів

### Type 44 (карабін)

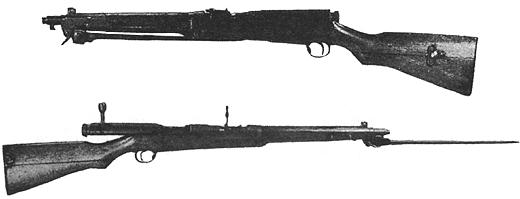
Type 44 (карабін)

Є удосконаленим варіантом кавалерійського карабіна Тип 38. Основною відмінністю від старого карабіна є незнімним багнетом у вигляді голки, який розташовувався під стволом. Вироблявся з 1911 по 1942. Всього було вироблено 91 900 шт.
- Довжина без багнета, мм: 978
- Довжина ствола, мм: 470
- Вага, кг: 4
- Калібр, мм: 6,5
- Нарізи: 6
- Магазин: 5 патронів
- Початкова швидкість кулі, м/с: 685

### Type 97 (снайперська гвинтівка)

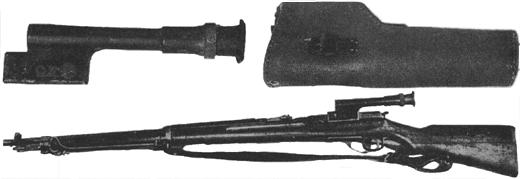
Type 97

Створена на базі гвинтівки Type 38 в 1937. Здебільшого модифікація полягала у встановленні оптичного прицілу із кратністю 2,5× або 4,0×.
- Калібр, мм.: 6,5 під патрон 6,5×50,5 мм Арисака
- Вага без набоїв, кг: 3,95
- Початкова швидкість кулі, м/с: 762
- Ефективна дальність пострілу, м: 1000
- Магазин на 5 патронів

### Arisaka Type 99
З досвіду кампанії в Маньчжурії японці прийшли до висновку про недостатню забійну дію патрона 6,5х50,5. Тому в кінці 1930-х років японці розробили новий патрон 7,7х58, який фактично являв собою англійський патрон .303, але з гільзою без закраїни. Під новий патрон було створено дещо модифікований варіант гвинтівки Тип 38, що одержав позначення Тип 99.
У 1940 Тип 99 були вкорочені для отримання єдиного стандарту гвинтівки, придатної замінити як довгі піхотні, так і карабіни. У такому вигляді гвинтівки Тип 99 випускалися до 1945, їх загальний випуск склав понад 3,5 тис. штук. До кінця війни ресурси Японії серйозно виснажилися і якість гвинтівок Арисака, спочатку досить висока сильно впала. У конструкції гвинтівок пізнього випуску використовувалися низькосортні стали, деталі без термічної обробки.
- Калібр, мм.: 7,7 під патрон 7,7x58 мм Арисака
- Вага без багнета та набоїв, кг: 3,80[1]
- Вага з багнетом без набоїв, кг: 4,20
- Довжина без багнета, мм: 1117
- Довжина з багнетом, мм: 1510
- Початкова швидкість кулі 735 м/сек
- Довжина ствола — 656 мм

### TERA гвинтівки
Спеціальні гвинтівки розроблені на базі Arisaka Type 99 для японських десантників, виготовлялися малою серією. Вони розбиралися на дві частини та легко збиралися. Існували дві серійні моделі — Type 100 та Type 2, та два прототипи.
- Калібр, мм.: 7,7 під патрон 7,7x58 мм Арисака
- Довжина ствола, мм — 620

## Виноски
1. ↑  Насправді розроблений майором Мурата, хоча і гвинтівка і патрон відоміші за прізвищем голови відділу з розробки стрілецької зброї Імператорського артилерійського арсеналу Кошікава в Токіо полковника Арисака[3].
2. ↑  Вулидж - Район Південного Лондона, на берегу Темзи, в сучасному Гринвічі. В минулому самостійне місто. Також — однойменна королівська корабельня.
3. ↑  Таке перестрибування в найменуванні пояснюється тим, що якщо раніше японці іменували зброю за роками правління поточного імператора, то тепер вони вважали дату від створення світу за синтоїстським календарем, тобто Тип 99 позначав насправді Тип 2099 від створення світу за цим календарем, або 1939 від Різдва Христового[7].

1. 1 2  Сайт «solpol.net». Архів оригіналу за 12 травня 2013. Процитовано 9 травня 2012.
2. ↑  Настанова по стрілецькій справі ОСОАВИАХИМА гвинтівка «Арисака» зразка 1905 року видано в 1932 р.
3. 1 2  Сайт «worldweapon.info». Архів оригіналу за 27 травня 2012. Процитовано 9 травня 2012.
4. ↑  Сайт «ww1.milua.org». Архів оригіналу за 14 травня 2012. Процитовано 9 травня 2012. [Архівовано 2012-05-14 у Wayback Machine.]
5. ↑  Сайт «Rifles». Архів оригіналу за 27 березня 2010. Процитовано 9 травня 2012.
6. ↑  Сайт «weaponland.ru». Архів оригіналу за 2 листопада 2013. Процитовано 9 травня 2012.
7. ↑  Сайт «WORLD GUNS»